# يويتشي كومانو
يويتشي كومانو، من مواليد 25 يوليو 1981 في واكاياما في اليابان، لاعب كرة قدم ياباني.
بدأ مسيرته الكروية مع نادي سانفرينس هيروشيما في عام 2000، وهو يلعب معهم حتى الآن.
و قد بدأ باللعب مع منتخب اليابان لكرة القدم في عام 2005.

## روابط خارجية
- يويتشي كومانو على موقع الاتحاد الدولي (مؤرشف)  (الإنجليزية)
- يويتشي كومانو على موقع رابطة كرة القدم اليابانية للمحترفين (اليابانية)
- يويتشي كومانو على موقع قاعدة بيانات كرة القدم.إي يو (الإنجليزية)
- يويتشي كومانو على موقع ناشيونال فوتبول تيمز (الإنجليزية)
- يويتشي كومانو على موقع Soccerway.com (الإنجليزية)
- يويتشي كومانو على موقع عالم كرة القدم.نت (الإنجليزية)
- يويتشي كومانو على موقع كووورة
- يويتشي كومانو على موقع أوليمبيديا (الإنجليزية)
- يويتشي كومانو على موقع AS.com (الإسبانية)